# Jax (Haute-Loire)
Pour les articles homonymes, voir Jax.
Jax est une commune française située dans le département de la Haute-Loire en région Auvergne-Rhône-Alpes.

## Géographie

### Localisation
La commune de Jax se trouve dans le département de la Haute-Loire, en région Auvergne-Rhône-Alpes.
Elle se situe à 31 km par la route du Puy-en-Velay, préfecture du département, à 31 km de Brioude, sous-préfecture, et à 12 km de Mazeyrat-d'Allier, bureau centralisateur du canton du Pays de Lafayette dont dépend la commune depuis 2015 pour les élections départementales.
Les communes les plus proches sont : 
Varennes-Saint-Honorat (2,0 km), Chavaniac-Lafayette (3,1 km), Sainte-Eugénie-de-Villeneuve (3,3 km), Sainte-Marguerite (4,7 km), Fix-Saint-Geneys (4,8 km), Mazerat-Aurouze (4,9 km), Josat (5,0 km), Vissac-Auteyrac (5,2 km).
| Mazerat-Aurouze     | Josat                        |                        |
|                     | Jax                          | Varennes-Saint-Honorat |
| Chavaniac-Lafayette | Sainte-Eugénie-de-Villeneuve |                        |

### Climat
Pour des articles plus généraux, voir Climat d'Auvergne-Rhône-Alpes et Climat de la Haute-Loire.
En 2010, le climat de la commune est de type climat des marges montargnardes, selon une étude du Centre national de la recherche scientifique s'appuyant sur une série de données couvrant la période 1971-2000. En 2020, Météo-France publie une typologie des climats de la France métropolitaine dans laquelle la commune est exposée à un climat de montagne ou de marges de montagne et est dans une zone de transition entre les régions climatiques « Nord-est du Massif Central » et « Sud-est du Massif Central ».
Pour la période 1971-2000, la température annuelle moyenne est de 9 °C, avec une amplitude thermique annuelle de 15,9 °C. Le cumul annuel moyen de précipitations est de 849 mm, avec 10 jours de précipitations en janvier et 7,3 jours en juillet. Pour la période 1991-2020, la température moyenne annuelle observée sur la station météorologique de Météo-France la plus proche, « Chavaniac-Lafa », sur la commune de Chavaniac-Lafayette à 3 km à vol d'oiseau, est de 10,5 °C et le cumul annuel moyen de précipitations est de 766,4 mm,. Pour l'avenir, les paramètres climatiques de la commune estimés pour 2050 selon différents scénarios d'émission de gaz à effet de serre sont consultables sur un site dédié publié par Météo-France en novembre 2022.

## Urbanisme

### Typologie
Au 1er janvier 2024, Jax est catégorisée commune rurale à habitat très dispersé, selon la nouvelle grille communale de densité à sept niveaux définie par l'Insee en 2022.
Elle est située hors unité urbaine et hors attraction des villes,.

### Occupation des sols
L'occupation des sols de la commune, telle qu'elle ressort de la base de données européenne d’occupation biophysique des sols Corine Land Cover (CLC), est marquée par l'importance des forêts et milieux semi-naturels (63,7 % en 2018), une proportion identique à celle de 1990 (63,7 %). La répartition détaillée en 2018 est la suivante : 
forêts (63,7 %), zones agricoles hétérogènes (19,9 %), prairies (16,5 %). L'évolution de l’occupation des sols de la commune et de ses infrastructures peut être observée sur les différentes représentations cartographiques du territoire : la carte de Cassini (XVIIIe siècle), la carte d'état-major (1820-1866) et les cartes ou photos aériennes de l'IGN pour la période actuelle (1950 à aujourd'hui).

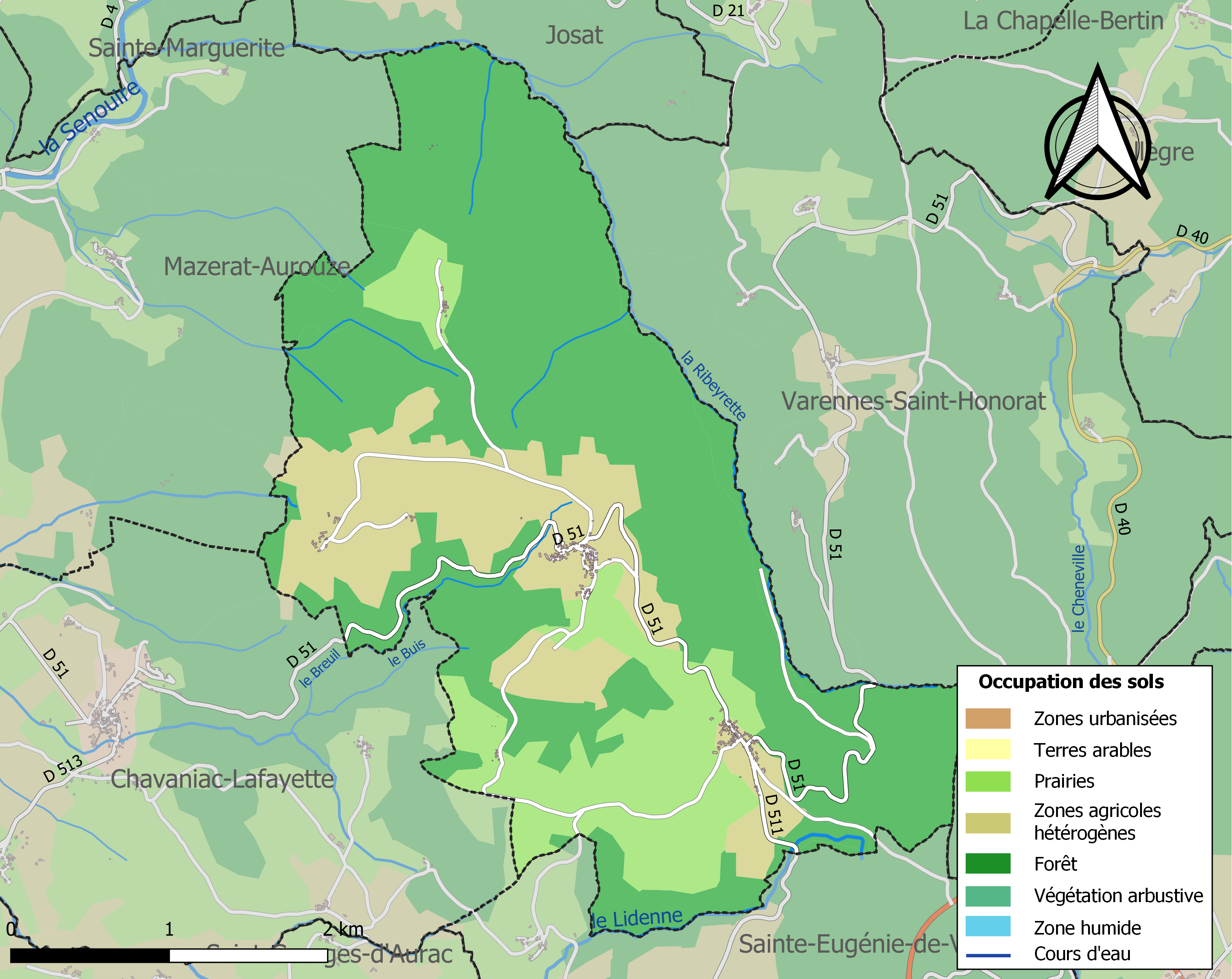
Carte des infrastructures et de l'occupation des sols de la commune en 2018 (CLC).

### Habitat et logement
En 2018, le nombre total de logements dans la commune était de 121, alors qu'il était de 116 en 2013 et de 110 en 2008.
Parmi ces logements, 54,5 % étaient des résidences principales, 31,4 % des résidences secondaires et 14 % des logements vacants. Ces logements étaient pour 96,7 % d'entre eux des maisons individuelles et pour 3,3 % des appartements.
Le tableau ci-dessous présente la typologie des logements à Jax en 2018 en comparaison avec celle de la Haute-Loire et de la France entière. Une caractéristique marquante du parc de logements est ainsi une proportion de résidences secondaires et logements occasionnels (31,4 %) supérieure à celle du département (16,1 %) et à celle de la France entière (9,7 %). Concernant le statut d'occupation de ces logements, 78,8 % des habitants de la commune sont propriétaires de leur logement (77,2 % en 2013), contre 70 % pour la Haute-Loire et 57,5 pour la France entière.
| Typologie                                               | Jax  | Haute-Loire | France entière |
| ------------------------------------------------------- | ---- | ----------- | -------------- |
| Résidences principales (en %)                           | 54,5 | 71,5        | 82,1           |
| Résidences secondaires et logements occasionnels (en %) | 31,4 | 16,1        | 9,7            |
| Logements vacants (en %)                                | 14   | 12,4        | 8,2            |

## Histoire

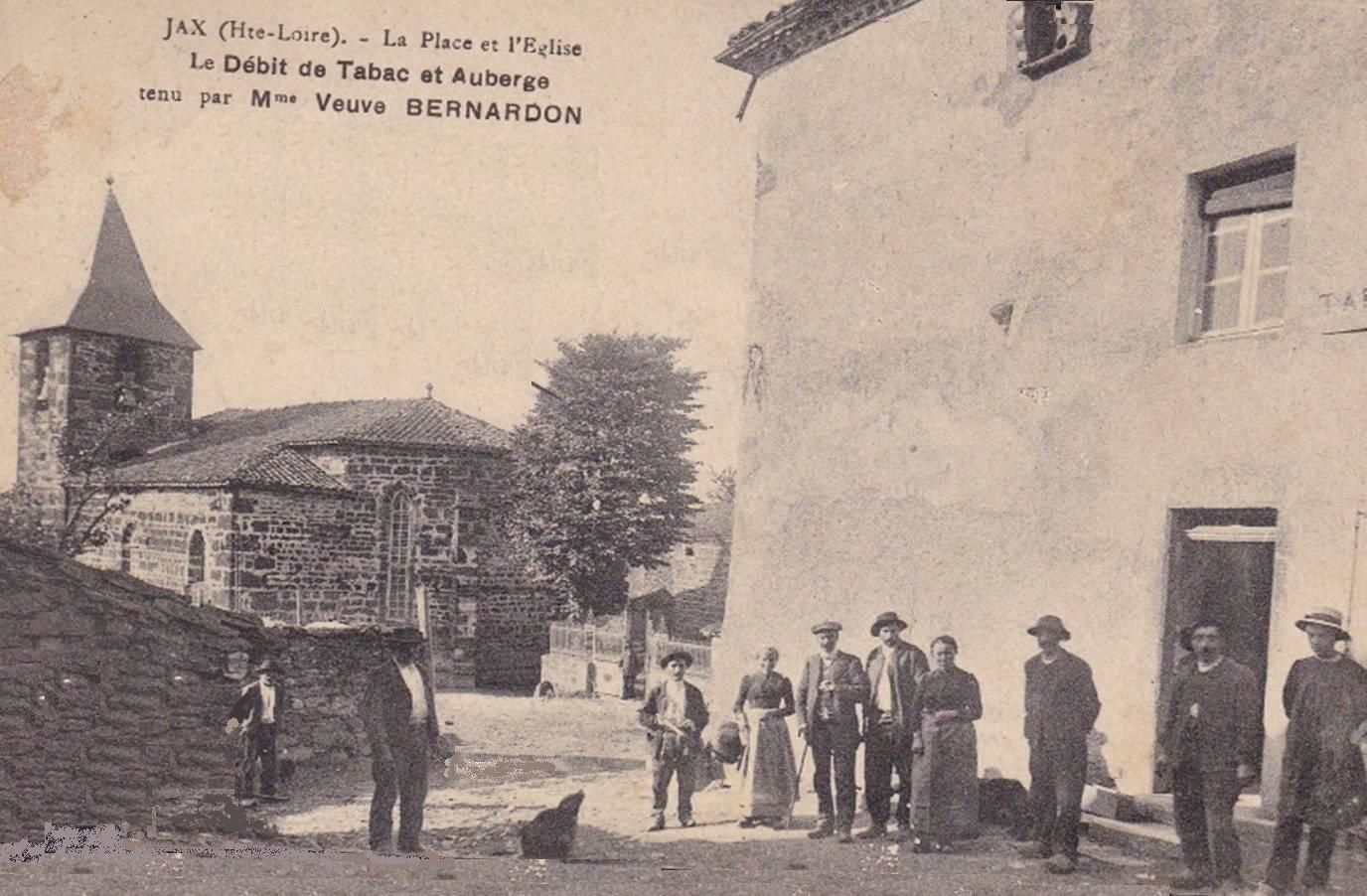
Carte postale du village vers 1910.

## Politique et administration

### Découpage territorial
La commune de Jax est membre de la communauté de communes des Rives du Haut Allier, un établissement public de coopération intercommunale (EPCI) à fiscalité propre créé le 27 décembre 2016 dont le siège est à Langeac. Ce dernier est par ailleurs membre d'autres groupements intercommunaux.
Sur le plan administratif, elle est rattachée à l'arrondissement de Brioude, au département de la Haute-Loire, en tant que circonscription administrative de l'État, et à la région Auvergne-Rhône-Alpes.
Sur le plan électoral, elle dépend du canton du Pays de Lafayette pour l'élection des conseillers départementaux, depuis le redécoupage cantonal de 2014 entré en vigueur en 2015, et de la deuxième circonscription de la Haute-Loire pour les élections législatives, depuis le redécoupage électoral de 1986.

### Liste des maires
| Période                                    | Période  | Identité             | Étiquette | Qualité |
| ------------------------------------------ | -------- | -------------------- | --------- | ------- |
| Les données manquantes sont à compléter.\| |          |                      |           |         |
| 1792                                       | 1796     | Claude Monier        |           |         |
| 1796                                       | 1798     | Antoine Marsein      |           |         |
| 1798                                       | 1807     | Jean Langlade        |           |         |
| 1807                                       | 1813     | Claude Monier        |           |         |
| 1813                                       | 1829     | Claude Pignol        |           |         |
| 1829                                       | 1844     | Antoine Marsein      |           |         |
| 1844                                       | 1845     | Antoine Monier       |           |         |
| 1845                                       | 1850     | Jacques Marsein      |           |         |
| 1850                                       | 1881     | Philippe Jean Pignol |           |         |
| 1881                                       | 1888     | Philippe Bernardon   |           |         |
| 1888                                       | 1926     | Auguste Pignol       |           |         |
| 1926                                       | 1928     | Augustin Vidal       |           |         |
| 1928                                       | 1941     | Félix Monier         |           |         |
| 1941                                       | 1944     | Élie Grenier         |           |         |
| 1944                                       | 1947     | Félix Monier         |           |         |
| 1947                                       | 1970     | Élie Locussol        |           |         |
| mars 1970                                  | 2014     | Jean Dursac          | DVD       |         |
| 2014                                       | en cours | Rémi Sabato          |           |         |

## Population et société

### Démographie

#### Évolution démographique
L'évolution du nombre d'habitants est connue à travers les recensements de la population effectués dans la commune depuis 1793. Pour les communes de moins de 10 000 habitants, une enquête de recensement portant sur toute la population est réalisée tous les cinq ans, les populations de référence des années intermédiaires étant quant à elles estimées par interpolation ou extrapolation. Pour la commune, le premier recensement exhaustif entrant dans le cadre du nouveau dispositif a été réalisé en 2008.

En 2022, la commune comptait 143 habitants, en évolution de −2,72 % par rapport à 2016 (Haute-Loire : +0,36 %, France hors Mayotte : +2,11 %).
| 1793 | 1800 | 1806 | 1821 | 1831 | 1836 | 1841 | 1846 | 1851 |
| ---- | ---- | ---- | ---- | ---- | ---- | ---- | ---- | ---- |
| 414  | 430  | 516  | 451  | 488  | 521  | 506  | 523  | 610  |

| 1856 | 1861 | 1866 | 1872 | 1876 | 1881 | 1886 | 1891 | 1896 |
| ---- | ---- | ---- | ---- | ---- | ---- | ---- | ---- | ---- |
| 568  | 583  | 602  | 553  | 509  | 502  | 508  | 547  | 515  |

| 1901 | 1906 | 1911 | 1921 | 1926 | 1931 | 1936 | 1946 | 1954 |
| ---- | ---- | ---- | ---- | ---- | ---- | ---- | ---- | ---- |
| 450  | 447  | 435  | 339  | 323  | 278  | 265  | 261  | 233  |

| 1962 | 1968 | 1975 | 1982 | 1990 | 1999 | 2006 | 2008 | 2013 |
| ---- | ---- | ---- | ---- | ---- | ---- | ---- | ---- | ---- |
| 191  | 162  | 123  | 107  | 131  | 131  | 132  | 132  | 142  |

| 2018 | 2022 | - | - | - | - | - | - | - |
| ---- | ---- | - | - | - | - | - | - | - |
| 147  | 143  | - | - | - | - | - | - | - |

#### Pyramide des âges
La population de la commune est relativement âgée.
En 2018, le taux de personnes d'un âge inférieur à 30 ans s'élève à 27,2 %, soit en dessous de la moyenne départementale (31 %). À l'inverse, le taux de personnes d'âge supérieur à 60 ans est de 33,3 % la même année, alors qu'il est de 31,1 % au niveau départemental.
En 2018, la commune comptait 80 hommes pour 67 femmes, soit un taux de 54,42 % d'hommes, largement supérieur au taux départemental (49,13 %).
Les pyramides des âges de la commune et du département s'établissent comme suit.
| Hommes | Classe d’âge | Femmes |
| ------ | ------------ | ------ |
| 1,3    | 90 ou +      | 1,5    |
| 6,3    | 75-89 ans    | 10,4   |
| 26,3   | 60-74 ans    | 20,9   |
| 20,0   | 45-59 ans    | 20,9   |
| 20,0   | 30-44 ans    | 17,9   |
| 10,0   | 15-29 ans    | 14,9   |
| 16,3   | 0-14 ans     | 13,4   |

| Hommes | Classe d’âge | Femmes |
| ------ | ------------ | ------ |
| 0,9    | 90 ou +      | 2,5    |
| 8,4    | 75-89 ans    | 11,7   |
| 20,4   | 60-74 ans    | 20,5   |
| 21,3   | 45-59 ans    | 20,3   |
| 16,8   | 30-44 ans    | 16,3   |
| 15,2   | 15-29 ans    | 13,2   |
| 17     | 0-14 ans     | 15,6   |

## Économie

### Emploi
| Division       | 2008  | 2013  | 2018   |
| -------------- | ----- | ----- | ------ |
| Commune        | 9,1 % | 9,6 % | 14,3 % |
| Département    | 6,3 % | 7,7 % | 7,7 %  |
| France entière | 8,3 % | 10 %  | 10 %   |

En 2018, la population âgée de 15 à 64 ans s'élève à 91 personnes, parmi lesquelles on compte 71,4 % d'actifs (57,1 % ayant un emploi et 14,3 % de chômeurs) et 28,6 % d'inactifs,. Depuis 2008, le taux de chômage communal (au sens du recensement) des 15-64 ans est supérieur à celui de la France et du département.
La commune est hors attraction des villes,. Elle compte 16 emplois en 2018, contre 22 en 2013 et 21 en 2008. Le nombre d'actifs ayant un emploi résidant dans la commune est de 52, soit un indicateur de concentration d'emploi de 30,9 % et un taux d'activité parmi les 15 ans ou plus de 52 %.
Sur ces 52 actifs de 15 ans ou plus ayant un emploi, 13 travaillent dans la commune, soit 25 % des habitants. Pour se rendre au travail, 90,4 % des habitants utilisent un véhicule personnel ou de fonction à quatre roues, 1,9 % les transports en commun, 3,8 % s'y rendent en deux-roues, à vélo ou à pied et 3,8 % n'ont pas besoin de transport (travail au domicile).

## Culture locale et patrimoine

### Lieux et monuments
- Église Saint-Loup.
- Chalat de Jax, oppidum gaulois[22],[23].
- Foyer de ski de fond de Chastenuel[24].